# Fußball-Bundesliga 2024-2025 (Austria)
La Bundesliga 2024-2025, chiamata ufficialmente Admiral Bundesliga per motivi di sponsorizzazione, è stata la 113ª edizione della massima serie del campionato di calcio austriaco. La stagione è iniziata il 2 agosto 2024 ed è terminata il 24 maggio 2025. 
Lo Sturm Graz era la squadra campione in carica e si è riconfermata, vincendo il suo quinto titolo nazionale.

## Stagione

### Novità
Dalla stagione precedente è retrocesso l'Austria Lustenau, ultimo classificato, dopo due anni di massima serie. Al suo posto, dalla Erste Liga è stato promosso il Grazer AK primo classificato, di ritorno dopo 17 anni di assenza.

### Formula
Le 12 squadre si affrontano in un girone di andata e ritorno, per un totale di 22 giornate. Al termine, le squadre sono divise in due gruppi di sei, in base alla classifica. Tutte le squadre inizieranno il girone con i punti totalizzati durante la stagione regolare dimezzati per difetto. Ogni squadra incontra le altre del proprio gruppo, in partite di andata e ritorno, per un totale di altre 10 giornate.
Le prime due classificate sono ammesse alla UEFA Champions League 2025-2026. La vincitrice della ÖFB-Cup è ammessa alla UEFA Europa League 2025-2026, mentre la terza classificata è ammessa alla UEFA Conference League 2025-2026.
Le squadre classificate al quarto, al quinto e al settimo posto partecipano alla gara play-off per l'assegnazione di un altro posto nella UEFA Conference League 2025-2026, mentre l'ultima classificata retrocede in Erste Liga.

## Squadre partecipanti
| Club                | Città                    | Stadio                         | Stagione precedente |
| ------------------- | ------------------------ | ------------------------------ | ------------------- |
| Altach              | Altach                   | Cashpoint-Arena                | 10° in Bundesliga   |
| Austria Klagenfurt  | Klagenfurt am Wörthersee | Wörthersee Stadion             | 6° in Bundesliga    |
| Austria Vienna      | Vienna                   | Generali Arena                 | 8° in Bundesliga    |
| Blau-Weiß Linz      | Linz                     | Donauparkstadion               | 9° in Bundesliga    |
| Grazer AK           | Graz                     | Merkur-Arena                   | 1° in Erste Liga    |
| Hartberg            | Hartberg                 | Profertil Arena Hartberg       | 5° in Bundesliga    |
| LASK                | Linz                     | Raiffeisen Arena               | 3° in Bundesliga    |
| Rapid Vienna        | Vienna                   | Allianz Stadion                | 4° in Bundesliga    |
| Salisburgo          | Salisburgo               | Stadion Wals-Siezenheimv       | 2° in Bundesliga    |
| Sturm Graz          | Graz                     | Merkur-Arena                   | Campione d'Austria  |
| WSG Swarovski Tirol | Wattens                  | Tivoli-Neu Stadion (Innsbruck) | 11° in Bundesliga   |
| Wolfsberger         | Wolfsberg                | Lavanttal Arena                | 7° in Bundesliga    |

## Allenatori e primatisti
| Squadra             | Allenatore                                        | Calciatore più presente | Cannoniere |
| ------------------- | ------------------------------------------------- | ----------------------- | ---------- |
| Altach              | Joachim Standfest (1ª-9ª) Fabio Ingolitsch (10ª-) |                         |            |
| Austria Klagenfurt  | Peter Pacult                                      |                         |            |
| Austria Vienna      | Stephan Helm                                      |                         |            |
| Blau-Weiss Linz     | Gerald Scheiblehner                               |                         |            |
| Grazer AK           | Gernot Messner (1ª-10ª) Rene Poms (11ª-)          |                         |            |
| Hartberg            | Markus Schopp (1ª-6ª) Manfred Schmid (7ª-)        |                         |            |
| LASK                | Thomas Darazs (1ª-5ª) Markus Schopp (6ª-)         |                         |            |
| Rapid Vienna        | Robert Klauß                                      |                         |            |
| Salisburgo          | Pepjin Lijnders (1ª-16ª) Thomas Letsch (17ª-)     |                         |            |
| Sturm Graz          | Christian Ilzer (1ª-13ª) Jürgen Säumel (14ª-)     |                         |            |
| WSG Swarovski Tirol | Philipp Semlic                                    |                         |            |
| Wolfsberger         | Dietmar Kühbauer                                  |                         |            |

## Stagione regolare

### Classifica
|  | Pos. | Squadra             | Pt | G  | V  | N | P  | GF | GS | DR  |
|  | ---- | ------------------- | -- | -- | -- | - | -- | -- | -- | --- |
|  | 1.   | Sturm Graz          | 46 | 22 | 14 | 4 | 4  | 51 | 28 | +23 |
|  | 2.   | Austria Vienna      | 46 | 22 | 14 | 4 | 4  | 36 | 19 | +17 |
|  | 3.   | Salisburgo          | 38 | 22 | 10 | 8 | 4  | 33 | 22 | +11 |
|  | 4.   | Wolfsberger         | 36 | 22 | 11 | 3 | 8  | 44 | 30 | +14 |
|  | 5.   | Rapid Vienna        | 34 | 22 | 9  | 7 | 6  | 32 | 24 | +8  |
|  | 6.   | Blau-Weiß Linz      | 33 | 22 | 10 | 3 | 9  | 30 | 29 | +1  |
|  | 7.   | LASK                | 31 | 22 | 9  | 4 | 9  | 32 | 33 | -1  |
|  | 8.   | Hartberg            | 26 | 22 | 6  | 8 | 8  | 24 | 31 | -7  |
|  | 9.   | Austria Klagenfurt  | 21 | 22 | 5  | 6 | 11 | 22 | 44 | -22 |
|  | 10.  | WSG Swarovski Tirol | 19 | 22 | 4  | 7 | 11 | 20 | 31 | -11 |
|  | 11.  | Altach              | 16 | 22 | 3  | 7 | 12 | 20 | 35 | -15 |
|  | 12.  | Grazer AK           | 16 | 22 | 3  | 7 | 12 | 27 | 45 | -18 |

Legenda:
      Ammesse alla Poule scudetto
      Ammesse alla Poule retrocessione
Note:

Tre punti a vittoria, uno a pareggio, zero a sconfitta.
In caso di arrivo di due o più squadre a pari punti, la graduatoria verrà stilata secondo la classifica avulsa tra le squadre interessate che prevede, in ordine, i seguenti criteri:
- Punti generali
- Differenza reti generale
- Reti realizzate in generale
- Partite vinte in generale
- Partite vinte in trasferta
- Punti negli scontri diretti
- Differenza reti negli scontri diretti
- Differenza reti generale
- Sorteggio

### Capoliste solitarie
|    | ——         | ——         | ——         | —— | ——         | ——         | ——         | —— | ——  | ——         | ——         | ——         | ——         | ——         | ——         | ——  | ——  | ——  | ——  | ——  | ——  | —— |  |
|    | Salisburgo | Salisburgo | Salisburgo |    | Salisburgo | Salisburgo | Salisburgo |    |     | Sturm Graz | Sturm Graz | Sturm Graz | Sturm Graz | Sturm Graz | Sturm Graz |     |     |     |     |     |     |    |  |
|    |            |            |            |    |            |            |            |    |     |            |            |            |            |            |            |     |     |     |     |     |     |    |  |
|    |            |            |            |    |            |            |            |    |     |            |            |            |            |            |            |     |     |     |     |     |     |    |  |
| 1ª | 2ª         | 3ª         | 4ª         | 5ª | 6ª         | 7ª         | 8ª         | 9ª | 10ª | 11ª        | 12ª        | 13ª        | 14ª        | 15ª        | 16ª        | 17ª | 18ª | 19ª | 20ª | 21ª | 22ª |    |  |

## Poule scudetto
I punti conquistati nella stagione regolare vengono dimezzati e, in caso, arrotondati per difetto.

### Classifica finale
|                    | Pos. | Squadra        | Pt | G  | V  | N | P  | GF | GS | DR  |
| ------------------ | ---- | -------------- | -- | -- | -- | - | -- | -- | -- | --- |
| Austria (bandiera) | 1.   | Sturm Graz     | 40 | 32 | 19 | 6 | 7  | 66 | 39 | +27 |
|                    | 2.   | Salisburgo     | 38 | 32 | 16 | 9 | 7  | 53 | 36 | +17 |
|                    | 3.   | Austria Vienna | 37 | 32 | 18 | 6 | 8  | 47 | 32 | +15 |
|                    | 4.   | Wolfsberger    | 37 | 32 | 16 | 7 | 9  | 60 | 38 | +22 |
|                    | 5.   | Rapid Vienna   | 27 | 32 | 12 | 8 | 12 | 43 | 42 | +1  |
|                    | 6.   | Blau-Weiß Linz | 21 | 32 | 11 | 5 | 16 | 37 | 45 | -8  |

Legenda:
 Ammesse allo spareggio qualificazione della UEFA Europa Conference League 2025-2026

## Poule retrocessione
I punti conquistati nella stagione regolare vengono dimezzati e, in caso, arrotondati per difetto.

### Classifica finale
|  | Pos. | Squadra             | Pt | G  | V  | N  | P  | GF | GS | DR  |
|  | ---- | ------------------- | -- | -- | -- | -- | -- | -- | -- | --- |
|  | 7.   | LASK                | 38 | 32 | 16 | 6  | 10 | 51 | 36 | +15 |
|  | 8.   | Hartberg            | 31 | 32 | 11 | 11 | 10 | 40 | 40 | +0  |
|  | 9.   | WSG Swarovski Tirol | 20 | 32 | 7  | 9  | 16 | 35 | 50 | +15 |
|  | 10.  | Grazer AK           | 20 | 32 | 5  | 13 | 14 | 34 | 54 | -20 |
|  | 11.  | Altach              | 18 | 32 | 5  | 11 | 16 | 29 | 46 | -17 |
|  | 12.  | Austria Klagenfurt  | 16 | 32 | 6  | 9  | 17 | 33 | 70 | -37 |

Legenda:
 Ammessa allo spareggio nazionale per la UEFA Conference League 2025-2026.
      Retrocessa in Erste Liga 2025-2026
Note:

Tre punti a vittoria, uno a pareggio, zero a sconfitta.

## Play-off Europa Conference League

### Semifinale
|      | Risultati |          | Luogo e data         |
| ---- | --------- | -------- | -------------------- |
| LASK | 2 - 0     | Hartberg | Linz, 26 maggio 2025 |
|      |           |          |                      |

### Finale
|              | Risultati |              | Luogo e data          |
| ------------ | --------- | ------------ | --------------------- |
| LASK         | 3 - 1     | Rapid Vienna | Linz, 29 maggio 2025  |
| Rapid Vienna | 3 - 0     | LASK         | Vienna, 1 giugno 2025 |
|              |           |              |                       |